# Esterhazy Betriebe
Die Esterhazy Betriebe AG (ehemals Esterhazy Betriebe GmbH) ist ein 2002 gegründetes österreichisches Unternehmen mit Sitz in Eisenstadt. Es ist für das operative Geschäft der drei Esterházy-Stiftungen zuständig und setzt deren Ziele um. Aktiv ist die AG in den fünf Bereichen Immobilien (1), Forst- und Landwirtschaft sowie Naturschutzagenden (2), Weinbau und Vinifikation (3), Hotelerie und Gastgewerbe (4) sowie Tourismus, Kultur und Veranstaltungen (5). Das Unternehmen gilt im Burgenland als „wichtiger Arbeitgeber, Großinvestor und nicht zuletzt [als] der größte private kulturtouristische Anbieter“.

## Stiftungen und Unternehmen
Die Kernaufgaben der seit 1994 gegründeten Stiftungen sind es, den Grundbesitz sowie die Immobilien wirtschaftlich zu entwickeln, mit den Erträgen die geschichtlichen und kunsthistorischen Werte zu bewahren und die historischen Denkmäler der Öffentlichkeit zugänglich zu machen. Darüber hinaus sollen in diesen Bereichen möglichst landesweit Impulse gesetzt werden. Zum Grundbesitz der Stiftungen zählen insgesamt 44.000 Hektar Land- und Forstwirtschaftsflächen mit Wäldern, Ackerflächen, ein Teil des Neusiedler Sees, Weingärten und Abbaugebiete wie der Pauliberg. Ein Großteil liegt im Burgenland. Der Kulturbesitz umfasst mehrere Burgen und Schlösser, die alle der Öffentlichkeit zugänglich sind.
2002 wurde die Esterhazy Betriebe GmbH als Managementgesellschaft gegründet,  die für die operative Führung der definierten Geschäftsbereiche zuständig ist. Alle Bereiche werden weitgehend eigenverantwortlich geleitet und agieren dezentral. Die Leitung der Esterhazy Stiftungen und Betriebe übertrug Melinda Esterházy im Jahr 2001 an ihren Neffen Stefan Ottrubay. 2013 wurde zusätzlich ein Direktionsrat eingerichtet, der Kontroll- und Steuerungsaufgaben wahrnimmt. 2023 wurde die Esterhazy Betriebe GmbH in die Esterhazy Betriebe AG umgewandelt, Ottrubay wechselte als Vorsitzender in den Aufsichtsrat der AG.
Seit dem Bestehen der Stiftungen wurden 256 Mio. Euro in deren Substanz und in den Kulturtourismus im Burgenland investiert (Stand 2024). Das Unternehmen hatte 2024 rund 660 Mitarbeiter.

## Unternehmensbereiche

### Tourismus, Kultur und Veranstaltungen

#### Konzerte und Festivals
Die Esterhazy Stiftungen stellen aktuell vier historische Standorte für Konzerte, Opern, Veranstaltungen und Ausstellungen zur Verfügung: Schloss Esterházy in Eisenstadt, Burg Forchtenstein, den Steinbruch in St. Margarethen sowie Schloss Lackenbach. Es wurden zahlreiche Sanierungen von historischen Gebäuden sowie eine Neukonzeption und Modernisierung aller Sammlungen veranlasst. Mit diesen Investitionen fördern die Stiftungen auch die Kultur und den Tourismus im Burgenland.
Seit 2014 besteht die eigene klassische Konzertreihe classic.Esterhazy. Das 2017 begründete Herbstgold-Festival in Eisenstadt, ein Musik- und Kulinarikfestival, bietet Konzerte aus den Bereichen der klassischen Musik, des Jazz sowie der Weltmusik. Das Festival findet im Haydnsaal und weiteren Räumen des Schlosses Esterházy sowie in der historischen Orangerie im Eisenstädter Schlosspark statt. Im Jahr 2024 fand erstmals das Pianofestival Keys to Heaven im Schloss Esterházy statt.

#### Sammlungen, Ausstellungen und Award
Die Sammlungen des Hauses Esterházy stellen einen der größten historischen Schätze des pannonischen Raumes dar. Die Kunst- und Wunderkammer, die Fürst Paul I. im 17. Jahrhundert einrichten ließ, befindet sich noch heute an ihrem Originalstandort, der Burg Forchtenstein. Zu den in den Sammlungen erhaltenen Kunstwerken zählen unter anderem Ahnenbildnisse des Hunnenkönigs Attila oder Vlad III. Țepeș; sie dokumentieren den Legitimierungsanspruch der Vorfahren der Fürstenfamilie. Dazu kommen hunderte Waffen, Monturen und Ausrüstungen des Waffen- und Zeughauses auf Burg Forchtenstein. Die Sammlungen wurden seit Mitte der 2000er Jahre neu aufgestellt und der Öffentlichkeit zugänglich gemacht. Die Präsentation der Schätze wird mit kontinuierlicher konservatorischer Überarbeitung von Gebäuden und Räumlichkeiten verbunden, beispielsweise auf Burg Forchtenstein.
Neben den nationalen Sammlungen stellt Esterhazy immer wieder Objekte für Ausstellungen im Ausland zur Verfügung, unter anderem für eine Ausstellung im New Yorker Metropolitan Museum of Art. 2018 wurde in Japan eine große Haydn-Ausstellung an mehreren Standorten gezeigt, für die Dokumente aus den Esterhazy Sammlungen verliehen wurden. Eine von einem französischen Kurator entsendete, internationale Schatzkammer-Ausstellung zum Thema „Kaiser Rudolf II. in Japan“ wurde ebenso begleitet. Im Jahr 2019 wurden Objekte nach Karlsruhe verliehen, um eine Ausstellung zum Thema „Kaiser und Sultan“ zu vervollständigen.
Der seit 2009 im Zwei-Jahres-Rhythmus vergebene Esterhazy Art Award für ungarische Künstler bis zum vollendeten 45. Lebensjahr gilt als anerkannter Kunstpreis. Zu den Preisträgern gehören zum Beispiel Andrea Éva Győri und Zsófia Keresztes.

### Forst-, Landwirtschaft und Naturmanagement
Mit knapp 40.000 Hektar sind die Esterhazy Stiftungen einer der größten privaten Grundbesitzer Österreichs, wobei mehr als ein Drittel des Gebiets unter Naturschutz steht. Mit einer Fläche von 22.400 Hektar Waldbesitz bildet die Forstwirtschaft einen großen Teil des Gesamtumsatzes der Stiftungen Esterhazy. Mittlerweile werden über 2.200 Hektar rein biologisch bebaut, die Esterhazy Betriebe wurden 2017 für das Engagement zum Erhalt der Artenvielfalt mit dem Wildlife Estate Label ausgezeichnet. Die Esterhazy Betriebe initiierten zudem die österreichischen Biofeldtage, die erstmals 2018 stattfanden. 2024 wurde diese Veranstaltung zum dritten Mal durchgeführt.

### Immobilien und Freizeitanlagen
Zu den wesentlichen Aufgaben der Stiftungen gehört es, das historische Erbe der Immobilien zu bewahren. Dabei greift das Unternehmen größtenteils auf Eigenmittel zurück, teils erfordern große Projekte wie die Gesamtsanierung des Schlosses Esterházy in Eisenstadt Unterstützung durch öffentliche Gelder. Durch Investitionen sollten zugleich neue Möglichkeiten geschaffen werden. Beispielsweise betreibt Esterhazy im Burgenland elf See- und Freizeitsiedlungen. Ein besonderer Schwerpunkt liegt zusätzlich auf Natur- und Tourismusprojekten.

### Hospitality
Der Bereich Hospitality der Esterhazy Betriebe AG besteht aus Gastgewerben an mehreren Standorten. Das Angebot umfasst das 2023 mit dem iF Design Award ausgezeichnete
4-Sterne-Hotel Galántha mit dem Restaurant Paulgarten und der Rooftop Bar, das Restaurant Henrici, die Selektion Vinothek Burgenland im Schlossquartier von Eisenstadt, das Hotel Zum Oberjäger im Schloss Lackenbach und das Restaurant Grenadier auf Burg Forchtenstein. Investiert wurde auch in das Projekt Seebad in Breitenbrunn, im Juni 2024 fand die Eröffnung des sogenannten Neuen Strandes Neusiedler See statt. Im September 2024 wurde in Donnerskirchen das Restaurant Zum Gogosch eröffnet.

### Weingut
Der Weinbau durch die Esterházy lässt sich bis 1758 zurückverfolgen. 2006 wurde mit dem Weingut Esterhazy in Trausdorf eine neue Produktionsstätte eröffnet. Ab 2019 fand die Umstellung auf eine biologische Bewirtschaftung der insgesamt 65 Hektar Anbaufläche statt, seit 2023 ist das Weingut Bio zertifiziert.